# College Boy
 (mai 2013).
Si vous disposez d'ouvrages ou d'articles de référence ou si vous connaissez des sites web de qualité traitant du thème abordé ici, merci de compléter l'article en donnant les références utiles à sa vérifiabilité et en les liant à la section « Notes et références ».
Singles de Indochine
Memoria
(2012) Black City Parade
(novembre 2013)
Pistes de Black City Parade
Black City Parade Memoria
College Boy est une chanson du groupe de musique français Indochine. Elle figure sur leur douzième album studio Black City Parade sorti en 2013. La chanson est écrite par Olivier Gérard et par Nicola Sirkis. Cette chanson parle de la différence, et en particulier d'un jeune garçon, dans un internat, subissant un harcèlement notamment dû à son homosexualité.

## Musique
Le titre se veut assez "pop-rock new-wave" avec une ambiance assez sombre, lourde et angoissante. Les paroles expriment la violence des harceleurs : "j'apprends ici que ma vie, ne sera pas facile" et leur homophobie "Je comprends qu'ici c'est dur d'être si différent", le tempo est assez modéré et régulier, à la manière d'un pas militaire ce qui contribue à donner un effet de "groupe" ou de "milice" aux harceleurs et à isoler le harcelé par rapport a un groupe d'élèves nombreux.

## Clip
Le clip, totalement en noir et blanc, a été réalisé par Xavier Dolan et a été mis en ligne en exclusivité pour LeParisien.fr et Lesoir.be le 2 mai 2013. Il a été réalisé à l'école FACE, située dans l'édifice de l'ancienne High School of Montreal. Dès sa sortie, il suscite le débat.  
En effet, si dès la première minute on aperçoit un jeune adolescent pris pour victime en salle de cours, la suite n'est qu'une longue descente aux enfers pour ce dernier : humiliations, ondinisme, violences physiques entraînant blessures, crucifiement public au milieu de la cour de récréation, avant exécution d'une balle en plein cœur, puis criblage de balles 
Les élèves du collège ont les yeux bandés lors des agressions subies par l'élève - manière symbolique de montrer le fait, non pas qu'il ne voient pas, mais qu'il ne veulent pas voir, les policiers intervenant à la fin du clip protègent le bourreau et tirent sur la victime - manière de dénoncer la non intervention, et l'incapacité des forces de l'ordre. Le fait que la victime soit crucifiée est également un parallèle avec la mort de Jésus, assassiné par ses pairs en raison de sa différence (de religion pour Jésus, sexuelle pour le garçon du clip), et le fait qu'il porte des idéaux de changement à une société conservatrice et cruelle. Cela compare aussi la pureté et l'innocence des deux personnages. Les nonnes courant à la fin sans se poser de problèmes pour la victime dénoncent également l'hypocrisie des sociétés religieuses qui, selon le groupe, n'appliquent pas au quotidien les valeurs qu'elles sont censées défendre, et laissent souffrir les victimes pour défendre les bourreaux. 
Le groupe dénonce donc à travers son clip la violence à l'école, l'homophobie, le conservatisme, les violences policières et l'hypocrisie religieuse, des thèmes assez récurrents chez eux. 
En mai 2024, le clip officiel de la musique comptabilisait 8 millions de vues sur YouTube, son live au Stade de France 1,8 million, et son audio officiel 1,2 million de vues.

## Polémique
Nicola Sirkis annonce par ailleurs via la page Facebook de son groupe qu'il reconnaît la violence du clip et le conseillera à un public averti dont l'âge est supérieur à 14 ans.
Début mai 2013, le conseil supérieur de l'audiovisuel français (CSA) envisage d'interdire le clip aux moins de 16 ans ou aux moins de 18 ans ; Le CSA a qualifié certaines scènes de ce clip comme violentes et a menacé de sanctions les médias audiovisuels qui le diffuseraient au nom de la protection de la jeunesse et de lutte contre les "atteintes à la dignité humaines". Xavier Dolan justifie son choix en expliquant que la violence montrée dans le clip n'est pas gratuite mais destinée à dénoncer cette même violence et il ajoute que cette prise de position du CSA n'a finalement donné qu'une plus grande visibilité à son travail,,.

### Distribution
- Antoine Olivier Pilon : le souffre-douleur
- Antoine L'Écuyer : le « chef »
- Alexandre Cabana : le premier acolyte du « chef »
- Luka Limoges : le deuxième acolyte du « chef »
- Matthew Bousquet : le troisième acolyte du « chef »
- Ludivine Reding : la sœur du souffre-douleur
- Viviane Pacal : la mère du souffre-douleur